# 俄菲翁
俄菲翁（拉丁語：Ophion）是希腊神话中的一个蛇形的神祇，在俄耳甫斯派诗人罗得岛的阿波罗尼乌斯（Apollonius of Rhodes）的《阿耳戈英雄纪》（Argonautica）中，他是由欧律诺墨所创造，并和她一起统治世界。后来这两个神被瑞亚和俄刻阿诺斯所取代，打入深深的大海（一说塔耳塔罗斯）。他和克洛诺斯一样是代表天空的神。